# Jim Rotondi
Pour les articles homonymes, voir Rotondi (homonymie).
James Robert Rotondi dit Jim Rotondi, né à Butte (Montana) le 28 août 1962 et mort le 8 juillet 2024 à Clermont-Ferrand, est un trompettiste de jazz américain, compositeur et professeur.

## Biographie
Né le 28 août 1962 à Butte dans l'État du Montana aux États-Unis, il est le cadet d’une famille de cinq enfants. Sa mère, professeur de piano l’encourage très tôt à l’étude de la musique. Jim commence le piano à l’âge de huit ans puis s’oriente quatre ans plus tard vers la trompette. À quatorze ans, il découvre les enregistrements de Clifford Brown et commence à se passionner pour le jazz.
En 1984, alors étudiant à l’université de North Texas (University of North Texas), il obtient la première place au concours International Trumpet Guild. En 1987, il s’installe à New York où il travaille avec des musiciens reconnus : Ray Charles, Lionel Hampton, Toshiko Akiyoshi Jazz Orchestra, Lou Donaldson, Curtis Fuller et George Coleman.
Il poursuit sa carrière à New York où il joue et enseigne la trompette. Il se produit également à l’étranger notamment en Europe et au Japon. Il est aussi professeur à l'Université de musique et d'art dramatique de Graz en Autriche.
Jim a douze albums à son actif sur les labels Criss Cross, Sharp Nine, et plus récemment Posi-Tone et a participé à l'élaboration de plus de 50 albums.
Jim est également le leader de deux groupes : un quintet où figure le vibraphoniste Joe Locke et Full House, à dominante électronique, où il collabore avec le pianiste David Hazeltine. Il enregistre Paris Blue avec Kyle Eastwood.
Il meurt le 8 juillet 2024 à Clermont-Ferrand à l'âge de 61 ans, son épouse Julie annonce son décès sans indiquer de cause.

## Discographie

### Carrière solo
- Introducing Jim Rotondi (Criss Cross, 1997)
- Jim's Bop (Criss Cross, 1997)
- Reverence (Criss Cross, 2000)
- Excursions (Criss Cross, 2000)
- Destination Up (Sharp Nine, 2001)
- New Vistas (Criss Cross, 2004)
- The Pleasure Dome (Sharp Nine, 2004)
- Champagne Taste – ( Nagel Heyer, 2005)
- Iron Man (Criss Cross, 2006)
- Blues for Brother Ray" (Positone, 2009)
- 1000 Rainbows (Posi-Tone, 2010)
- The Move (Criss Cross, 2010)
- Live at Smalls (Smalls Live, 2010)
- Hard Hittin' at the Bird's Eye (Sharp Nine, 2013)
- Dark Blue (Smoke Sessions, 2016)
- Over Here (Criss Cross Jazz 1417, 2023)
- Finesse (Cellar, 2024)

### Comme sideman
Avec One for All
- Too Soon to Tell (Sharp Nine, 1997)
- Optimism (Sharp Nine, 1998)
- Upward and Onward (Criss Cross, 1999)
- What's Going On (Venus, 2000)
- The Long Haul (Criss Cross, 2000)
- The End of a Love Affair (Venus, 2001)
- Live at Smoke Volume 1 (Criss Cross, 2001)
- Wide Horizons (Criss Cross, 2002)
- No Problem (Venus, 2003)
- Blueslike (Criss Cross, 2004)
- Killer Joe (Venus, 2005)
- The Lineup (Sharp Nine, 2006)
- Return of the Lineup (Sharp Nine, 2009)
- Incorrigible (Jazz Legacy, 2009)
- Invades Vancouver! (Cellar Live, 2010)
- The Third Decade (Smoke Sessions, 2016)

Avec Eric Alexander
- Straight Up(Delmark, 1993)
- Man with a Horn (Milestone, 1997)
- Mode for Mabes (Delmark, 1999)
- Alexander the Great (HighNote, 2000)
- The Second Milestone (Milestone, 2001)
- Temple of Olympic Zeus (HighNote, 2007)

Avec Charles Earland
- Blowing the Blues Away (HighNote, 1997)
- Cookin' with the Mighty Burner (HighNote, 1999)
- Live (Cannonball, 1999)

Avec Irene Reid
- Million Dollar Secret (Savant, 1997)
- I Ain't Doing Too Bad (Savant, 1999)
- The Uptown Lowdown (Savant, 2000)
- One Monkey Don't Stop No Show (Savant, 2002)

Autres collaborations
- Toshiko Akiyoshi, Jazz Orchestra Featuring Lew Tabackin, Hiroshima Rising from the Abyss (Videoarts, 2001)
- Toshiko Akiyoshi, Jazz Orchestra Featuring Lew Tabackin, Last Live in Blue Note Tokyo (Warner Music Japan, 2004)
- Ray Appleton, Killer Ray Rides Again (Sharp Nine, 1996)
- Paul Bollenback, Soul Grooves (Challenge, 1999)
- Ann Hampton Callaway, To Ella with Love (After 9, 1996)
- Alexis Cole, You'd Be So Nice to Come Home to (Venus, 2010)
- George Coleman, Danger High Voltage (Two and Four, 2000)
- Steve Davis, Dig Deep (Criss Cross, 1997)
- Dena DeRose, I Can See Clearly Now (Sharp Nine, 2000)
- Kyle Eastwood, Paris Blue (Candid, 2005)
- Joe Farnsworth, It's Prime Time (2003)
- Giacomo Gates, Fly Rite (Sharp Nine, 1998)
- Lionel Hampton, 90th Birthday Celebration (Sound Hills, 1999)
- David Hazeltine, How It Is (Criss Cross, 1997)
- Mike LeDonne, Then & Now (Double-Time, 1999)
- Bill Mobley, Live at Small's Vol. 1 (Space Time, 1997)
- Bill Mobley, Live at Small's Vol. 2 (Space Time, 1998)
- Meeting Point, Quintessence (Challenge, 2008)
- Bob Mintzer, Swing Out (MCG, 2008)
- One O'Clock Lab Band, Lab 85 (North Texas Lab Band, 1985)
- Cecil Payne, Chic Boom, Live at the Jazz Showcase (Delmark, 2001)
- Benny Sharoni: Slant Signature (Papaya, 2014)[5]